# Brösen (Groitzsch)
Brösen ist ein Ortsteil der Stadt Groitzsch im Landkreis Leipzig (Freistaat Sachsen). Der Ort wurde 1948 in die Stadt Groitzsch eingemeindet.

## Geografie
Brösen liegt in der Leipziger Tieflandsbucht zwei Kilometer östlich von Groitzsch. Südlich des Orts verläuft die Bundesstraße 176. Der Ort wird im Süden und Westen von der Schnauder umflossen. Brösen befindet sich im Mitteldeutschen Braunkohlerevier. Das Gebiet nordöstlich von Brösen wurde zwischen 1975 und 1977 durch den Tagebau Peres (1963–1991 in Betrieb) abgebaggert. Das Areal ist inzwischen renaturiert.

## Geschichte
Das Sackgassendorf Brösen feierte im Jahr 2007 sein 750-jähriges Bestehen, somit wird eine Ersterwähnung auf das Jahr 1257 datiert. In der Aue der Schnauder südlich des Köhlerhofs befinden sich Überreste einer frühmittelalterlichen Wallanlage, die als Ausgangspunkt des Ortes Brösen angenommen wird.
Brösen gehörte bis 1856 zum kursächsischen bzw. königlich-sächsischen Amt Pegau. Die Gerichtsbarkeit über den Ort lag um 1551 beim Rittergut Groitzsch, um 1606 und 1764 beim Rittergut Mausitz. Ab 1856 gehörte der Ort zum Gerichtsamt Pegau und ab 1875 zur Amtshauptmannschaft Borna.
Am 1. Oktober 1948 wurde Brösen nach Groitzsch eingemeindet, mit dem der Ort im Jahr 1952 dem Kreis Borna im Bezirk Leipzig, 1990 dem sächsischen Landkreis Borna, 1994 dem Landkreis Leipziger Land und 2008 dem Landkreis Leipzig zugeordnet wurde.
Der 1963 aufgeschlossene Tagebau Peres baggerte zwischen 1975 und 1977 den Bereich nordöstlich von Brösen ab. Nach seiner vorläufigen Stilllegung im Jahr 1991 wurde das Areal renaturiert.

## Sehenswürdigkeiten

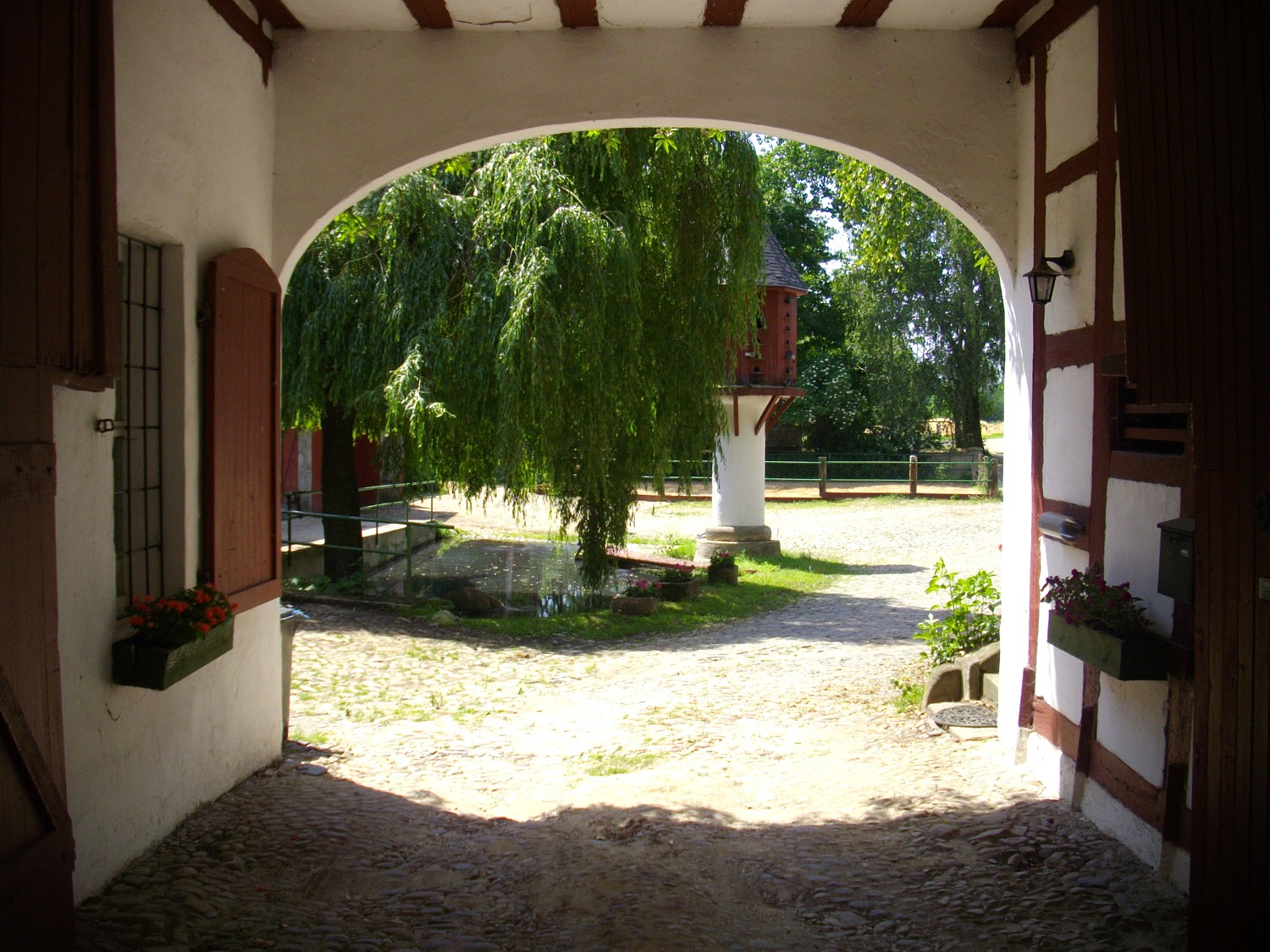
Brösen, Eingang zum Köhlerhof

Der Köhlerhof im Westen von Brösen ist ein denkmalgeschützter Vierseithof mit einer bogenförmigen Toreinfahrt aus dem Jahr 1680. Ein Teil des Wohnhauses trägt eine Inschrift mit der Jahreszahl 1723. Sehenswert ist die Bretterdecke der Bauernstube im Fischgrätenmuster. Auf dem Hof des Anwesens befindet sich ein freistehendes Taubenhaus aus dem 19. Jahrhundert. Der Köhlerhof ist heute eine Pferdepension.